# المسيحية في العصور الوسطى

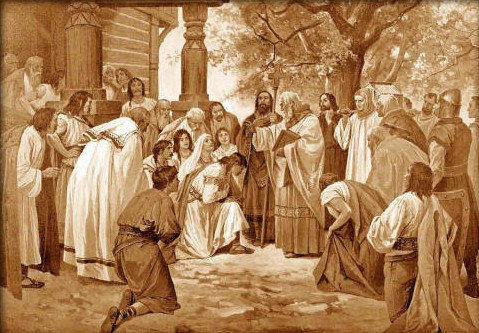

تغطي المسيحية في العصور الوسطى تاريخ المسيحية منذ سقوط الإمبراطورية الرومانية الغربية (عام 476 تقريبًا) حتى سقوط القسطنطينية (1453)، والتي عادة ما تعتبر بمثابة نهاية العصور الوسطى في تاريخ أوروبا.
في المؤسسة البطريركية القديمة للمسيحية، وجدت خمس بطريركيات تتمتع بسمات خاصة: الأبرشيات في روما، والقسطنطينية، والقدس، وأنطاكية، والإسكندرية. كانت هيبة الأغلبية من تلك الأبرشيات تعتمد جزئيًا على مؤسسيهم الرسوليين، وفي حالة بيزنطة/القسطنطينية، كانت المقر الجديد للإمبراطورية الرومانية الشرقية، أو الإمبراطورية البيزنطية، المستمرة. اعتبر هؤلاء الأساقفة أنفسهم خلفاء هؤلاء الرسل. بالإضافة إلى ذلك، كانت المدن الخمسة جميعها مراكز مبكرة للمسيحية.

## العصور الوسطى المبكرة (476-799)
بدأت العصور الوسطى المبكرة بعزل آخر إمبراطور روماني غربي في عام 476، والذي تبعه الملك البربري أودواكر، حتى تتويج شارلمان كـ«إمبراطور الرومان» على يد البابا ليو الثالث في روما في عيد الميلاد عام 800. رغم ذلك، يُعد عام 476 تقسيمًا مصطنعًا إلى حد ما. استمر الحكم الإمبراطوري الروماني في الشرق خلال الفترة التي يطلق عليها المؤرخون الآن الإمبراطورية البيزنطية. حتى في الغرب حيث تضائلت السيطرة السياسية الإمبراطورية تدريجيًا، استمرت الثقافة الرومانية بشكل واضح لفترة طويلة بعد ذلك، لذلك يفضل المؤرخون اليوم التحدث عن «تحول العالم الروماني» بدلًا من «سقوط الإمبراطورية الرومانية». كان مجيء العصور الوسطى المبكرة عملية تدريجية وغالبًا محلية، حيث أصبحت المناطق الريفية في الغرب مراكز قوة، في حين تضائلت المناطق الحضرية. مع غزوات المسلمين في القرن السابع، بدأت المناطق المسيحية الغربية (اللاتينية) والشرقية (اليونانية) في اتخاذ أشكال مميزة، وفي حين حافظت الكنيسة في الشرق على قوتها، أُجبِر أساقفة روما (أي الباباوات) في الغرب على التكيف بسرعة ومرونة كبيران مع الظروف المتغيرة جذريًا. على وجه الخصوص، في حين أن أساقفة الشرق حافظوا على ولائهم للإمبراطور الروماني الشرقي، أُجبِر أسقف روما، مع محافظته على ولاء اسمي للإمبراطور الشرقي، على التفاوض بشأن توازنات حساسة مع «الحكام البربريين» في المقاطعات الغربية السابقة. على الرغم من أن العدد الأكبر من المسيحيين ظلوا في الشرق، إلا أن التطورات في الغرب قد مهدت الطريق لتطورات كبرى في العالم المسيحي خلال القرون اللاحقة.

### البابوية المبكرة في العصور الوسطى
بعد أن أصبحت شبه الجزيرة الإيطالية غارقة في حالة من الحرب والاهتياج بسبب القبائل البربرية، حاول الإمبراطور جستينيان الأول إعادة تأكيد الهيمنة الإمبراطورية في إيطاليا من الشرق ضد الأرستقراطية القوطية. كانت الحملات اللاحقة ناجحة إلى حد ما، وأنشئت أكسرخية إمبراطورية لإيطاليا، لكن التأثير الإمبراطوري كان محدودًا. غزى اللومبارديون شبه الجزيرة بعد ذلك، وتُركت روما لتدافع عن نفسها. أدى فشل الشرق في إرسال المساعدات إلى قيام الباباوات بأنفسهم بتغذية المدينة مستخدمين الغلال من المزارع البابوية، كما أنهم عملوا على التفاوض بشأن المعاهدات، ودفع أموال الحماية لأمراء الحرب اللومبارديين، ومتى فشلوا في كل ذلك، لجأوا إلى توظيف جنود للدفاع عن المدينة. في نهاية المطاف، بدأ الباباوات في اللجوء إلى الآخرين للحصول على المساعدة، وخاصة الفرنجة.

### الانتشار خارج الإمبراطورية الرومانية
مع تضاؤل الحدود السياسية للإمبراطورية الرومانية، ومن ثم انهيارها في الغرب، بدأت المسيحية في الانتشار إلى ما وراء الحدود القديمة للإمبراطورية، بالغة أراضٍ لم تكن قط تحت سيطرة روما.

#### المبشرين الأيرلنديين
ابتداءً من القرن الخامس، نشأت ثقافة فريدة من نوعها حول البحر الأيرلندي، تتألف مما يسمى في يومنا ويلز وأيرلندا. في هذه البيئة، انتشرت المسيحية من بريطانيا الرومانية إلى أيرلندا، وكان ذلك بمساعدة النشاط التبشيري للقديس باتريك بصورة خاصة، من خلال نظامه الأول من «رجال الدين النبلاء» الذي تألف من قساوسة تبشيريين نشطين رافقوه أو تبعوه، وعادة ما كانوا من البريطانيين أو الأيرلنديين المتكهنين من قبله هو وخلفاؤه. قُبض على باتريك وأُجبِر على العبودية في أيرلندا، وبعد هروبه وتكريسه أسقفًا في وقت لاحق، عاد إلى الجزيرة التي استعبدته حتى يتمكن من إحضار الإنجيل إليهم. سرعان ما نشر المبشرون الأيرلنديون مثل كولومبا وكولومبن هذه المسيحية بسماتها الأيرلندية المميزة إلى اسكتلندا والقارة. تمثلت إحدى هذه الميزات في نظام التكفير الخصوصي، الذي حل محل الممارسة السابقة للتكفير عن الذنب كطقس علني.